# Olympische Winterspiele 1964/Teilnehmer (Dänemark)
| Gelbes Symbol für Goldmedaillen mit stilisierten Olympischen Ringen | Graues Symbol für Silbermedaillen mit stilisierten Olympischen Ringen | Braundes Symbol für Bronzemedaillen mit stilisierten Olympischen Ringen |
| ------------------------------------------------------------------- | --------------------------------------------------------------------- | ----------------------------------------------------------------------- |
| —                                                                   | —                                                                     | —                                                                       |

Dänemark nahm an den Olympischen Winterspielen 1964 im österreichischen Innsbruck zum vierten Mal an Olympischen Winterspielen teil. Dabei entsandte das Land zwei männliche Athleten, die im Eisschnelllauf und Skilanglauf antraten. Es konnte keine Medaille gewonnen werden.

## Übersicht der Teilnehmer

### Skilanglauf
Männer
- Svend Carlsen
15 km: 57. Platz – 1:00:20,7 h
30 km: 53. Platz – 1:46:35,9 h

### Eisschnelllauf
Männer
- Kurt Robert Stille
1500 m: 30. Platz – 2:17,4 min
5000 m: 12. Platz – 7:56,1 min
10.000 m: 9. Platz – 16:38,3 min